# Révolution (essai)
Pour les articles homonymes, voir Révolution (homonymie).
Révolution est un essai publié par Emmanuel Macron le 24 novembre 2016, alors qu'il est candidat à l'élection présidentielle de 2017. 

## Livre
Intitulé Révolution, l'ouvrage porte en jaquette le slogan « C'est notre combat pour la France ».

### Contexte et contenu
Dans le contexte de la campagne présidentielle de 2017, le candidat Emmanuel Macron présente, pour la première fois dans cet essai politique, son histoire personnelle, ses inspirations, sa vision sur l'avenir de la France, dans un monde qui doit connaître, selon l'auteur, « une grande transformation comme il [ce pays] n'en a pas connu depuis l'invention de l'imprimerie et la Renaissance ».
Dans son ouvrage dénommé Macron, mirage ou miracle, le politologue et historien des idées Pierre-André Taguieff indique que le candidat Emmanuel Macron se définit dans son essai Révolution comme un homme de « pour » et précise dans cet ouvrage qu'il veut dépasser les clivages politiques, mais aussi, « aller plus loin pour la nécessaire refondation du pays ».
Le magazine Capital, mensuel français traitant d'économie, retient sept grandes lignes dans cet ouvrage et correspondant aux sept principaux objectifs du candidat Macron :
- Financer l'assurance chômage par l'impôt qui se substituerait aux cotisations sociales ;
- Permettre aux accords de branche professionnelle de déroger à la loi par accord majoritaire sur tous les sujets souhaités ;
- Créer une fiscalité « qui récompense la prise de risque » et l'innovation en évoquant une réforme de l'ISF ;
- Organiser le pilotage des comptes publics qui doivent passer par la « fixation d'un objectif de dépenses publiques » ;
- Organiser le déploiement de la fibre optique sur l'ensemble du territoire français dans les cinq prochaines années ;
- Transformer en allègements de charges le crédit d'impôt pour la compétitivité et l'emploi ;
- Rétablir une police de proximité et un « dispositif de renseignement territorial ».

Selon Marcelo Wesfreid du Parisien, certains passages (dont un sur la Chine) ont été rédigés par Jonathan Guémas.

### Résumé

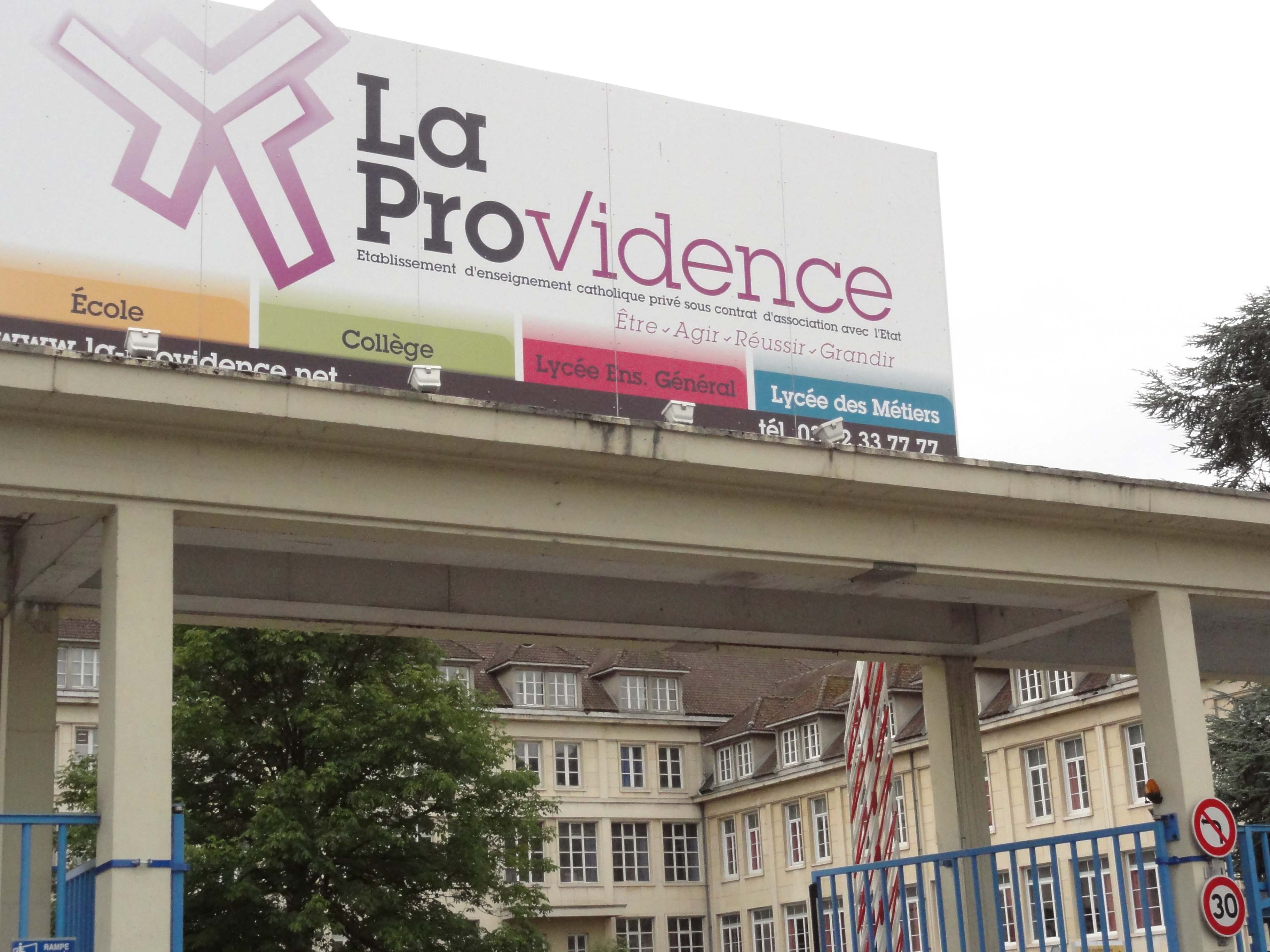
Lycée La Providence d'Amiens où Emmanuel Macron fit connaissance de sa future épouse

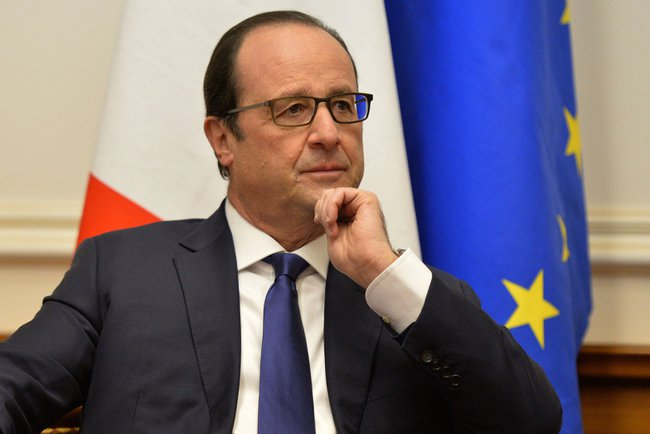
François Hollande en 2014

L'ouvrage commence avec cet avant-propos de l'auteur : 
« Affronter la réalité du monde nous fera retrouver l'espérance. D'aucuns pensent que notre pays est en déclin, que le pire est à venir, que notre civilisation s'efface. Que le repli ou la guerre civile constituent notre seul horizon... »
Après cette courte introduction, le texte de l'essai se découpe en seize chapitres. Le premier chapitre précise que la rédaction de ce récit dans sa partie biographique commence durant l'été 2015; l'auteur y évoque sa jeunesse, une grand-mère enseignante, son enfance dans les livres, ainsi qu'une vie « immobile » dans une ville de province française. L'auteur relate, dès cette période, sa rencontre avec sa future épouse Brigitte qu'il a connue lorsqu'il était lycéen, relation qualifiée « d'amour clandestin ». Il aborde également ses études à l'ENA et son passage à la banque Rothschild.
Dans un autre chapitre, Emmanuel Macron évoque son entrée dans la politique puis sa rencontre avec le président François Hollande et se défend de toute tentative de trahison qu'il aurait pu avoir à l'égard de l'ancien président socialiste.
Ensuite, dans les chapitres suivants, le candidat à l'élection présidentielle explique sur plus de 200 pages sa vision de la France et son programme et précise qu'il s'agit d'« une révolution démocratique » qu'il a entrepris de « dessiner ». il évoque une forme de libéralisme politique, mais qu’il veut nuancer en y associant de la protection sociale, tout en précisant qu'il ne défend pas les thèses de ce qu'il nomme l'ultra libéralisme.
L'auteur aborde également le thème des relations internationales. Il indique « vouloir refonder l'Europe  » et aborde la question de désigner un ministre des Finances de la zone euro. L'auteur estime en outre, dans un autre chapitre, que la France « est engagée sur trop de terrains de guerre ».
Le candidat évoque sa future fonction et déclare être conscient de « l'évidence de la charge » et de « la gravité de notre époque » , tout en précisant qu'« un président n'est pas seulement investi d'une action. »
À la fin de son ouvrage, Emmanuel Macron explique que le travail lié à cette action prendra dix années.

## Ventes
Révolution figure parmi les meilleures ventes de livres en France à la fin de l'année 2016 avec plus de 69 000 ventes, soit la sixième position parmi les livres de personnalités politiques,,. Cela lui permit de toucher début 2017 la somme de 274 141,42 € nets en termes de droits d’auteur de ventes.
| Classement                  | Nombre d'ouvrages classés | Meilleur classement | Semaines de présence | Entrée     | Sortie     |
| --------------------------- | ------------------------- | ------------------- | -------------------- | ---------- | ---------- |
| Palmarès Pro                | 193                       | 5e (1 semaine)      | 24                   | 21/11/2016 | 29/05/2017 |
| Top 50 essais et références | 50                        | 1er (3 semaines)    | 28                   | 21/11/2016 | 05/06/2017 |

## Réception critique

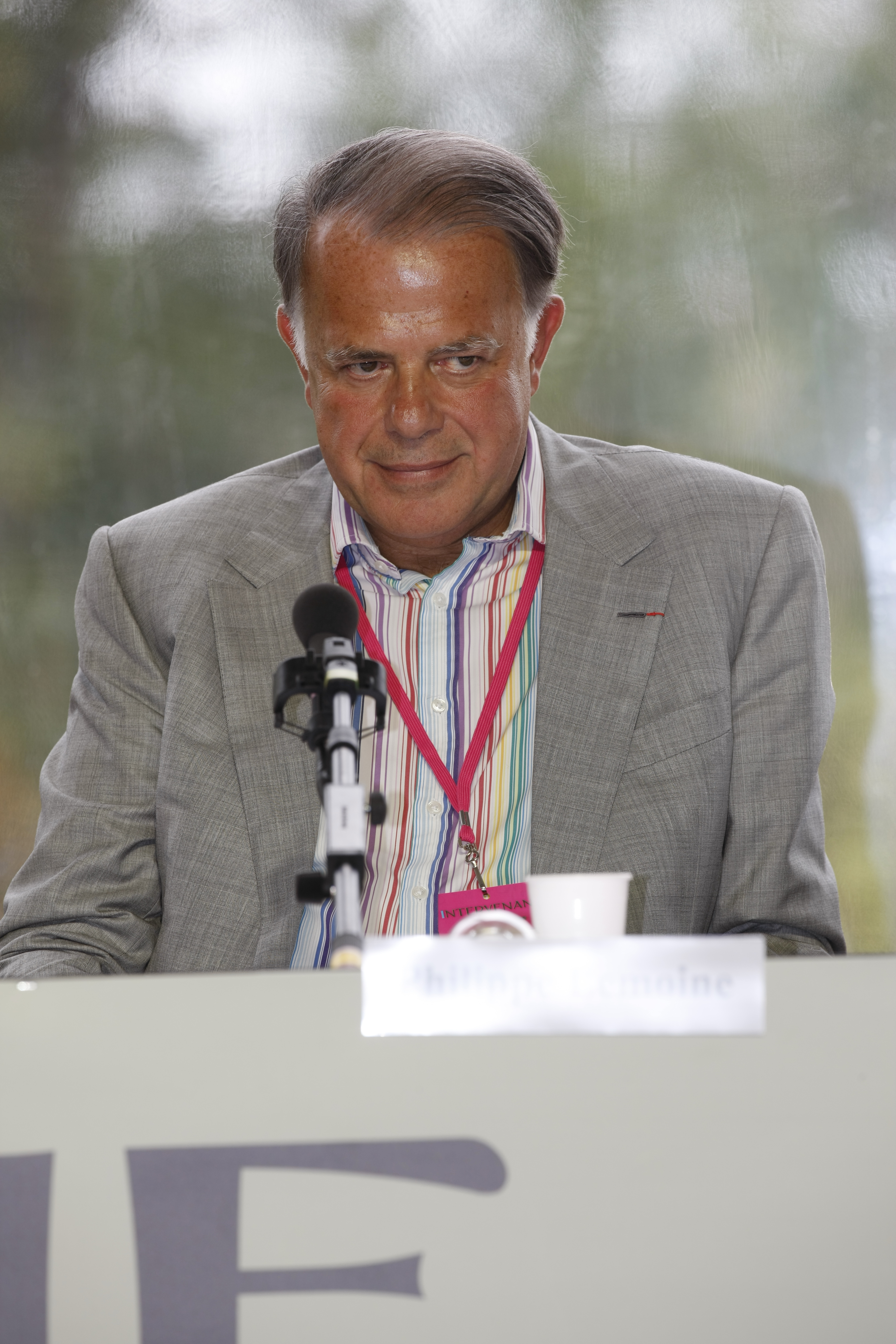
Philippe Lemoine

Lors de la sortie du livre, le journaliste William Gallibert, en direct sur l'antenne de la radio privée généraliste française Europe 1, présente le texte d'Emmanuel Macron en citant quelques passages et qualifiant celui-ci de « vision socio-libérale », en insistant sur la preuve d'une réelle coupure du candidat avec le président Hollande, alors en exercice.
À la même date, le magazine d'actualité hebdomadaire français Le Point, par la plume du journaliste Marc Vignaud, présente l'ouvrage comme traçant un « chemin social-libéral enthousiasmant mais encore trop flou. » Le journaliste insiste sur la ligne médiane du candidat, positionnée entre droite et gauche, mais dont « le projet n'est ni détaillé, ni chiffré. ».
En juin 2018, Philippe Lemoine, en référence à l'ouvrage d'Emmanuel Macron, est l'auteur d'un livre dénommé Une Révolution sans les Français, présenté par le journal Libération comme « un réquisitoire feutré » et « sans appel », dont la thèse est que « le Président n’a pas compris les effets du bouleversement technologique en cours qui pousse non à la verticalité, mais au contraire à la réconciliation... ».
Durant le mouvement des Gilets jaunes, l'historien Gérard Noiriel, qui a analysé ce qu'il qualifie de « livre-programme », relève : « J’ai été frappé de constater que les classes populaires n’y avaient quasi aucune place. Dans son panthéon, il n’y a ni Jaurès ni Blum. Qu’un président chargé de représenter tout le peuple français puisse oublier à ce point les classes populaires en dit long sur une forme d’ethnocentrisme qui se retourne violemment contre lui. Ce n’est pas vraiment du mépris, c’est un aveuglement de classe ».

## Postérité
Quelques mois après la sortie de cet essai, Emmanuel Macron évoque, lors d'un discours à Berlin effectué le 10 janvier 2017, les principes de sa « révolution » pour la France : 
« I have been promoting in the past months a “revolution” of our system, a change of the political and economic software inherited from post-war growth. »
(traduction : « Au cours des derniers mois, je préconisais une "révolution" de notre système, un changement du logiciel politique et économique hérité de la croissance d'après-guerre. »).
En décembre 2018, dans le contexte du mouvement des Gilets jaunes, l'hebdomadaire français Le Point rappelle le « titre audacieux » de l'ouvrage et en fait une nouvelle recension. En mars 2022, Louis Hausalter, journaliste du journal Marianne, évoque ce livre et rappelle la phrase « Ce travail prendra dix ans. », qui prouve, selon lui, qu'Emmanuel Macron avait bien prévu de se représenter en 2022.
Selon le journaliste Antoine Oury, à la fin de l'année 2021, le livre a rapporté 1 107 € de droit d'auteur à Emmanuel Macron. En juillet 2023 la journaliste Astrid de Villaines fait référence à ce livre, au travers d'une analyse de son allocution du 14 juillet durant laquelle, le président lance trois chantiers : le travail, la vie démocratique et le « mieux vivre » rappelant, selon elle, les idées qu'il présentait déjà son livre, paru en 2016.

## Édition
- Paris, XO éditions, 24 novembre 2016